# بوستییو دل پارامو د کارین
بوستییو دل پارامو د کارین (به اسپانیایی: Bustillo del Páramo de Carrión) یک شهرستان در اسپانیا است که در استان پالنسیا واقع شده‌است.

## خصوصیات
بوستییو دل پارامو د کارین ۳۱ کیلومترمربع مساحت و ۸۲ نفر جمعیت دارد.